# الاتحاد الفلسطيني للملاكمة
الاتحاد الفلسطيني للملاكمة هو اتحاد رياضي تأسس في فلسطين في ستينيات القرن العشرين، وحظي بعضوية الاتحاد الدولي للملاكمة في عام 1964، ثم نال عضوية الاتحاد الأسيوي للملاكمة في عام 1972، ثم انضم لعضوية الاتحاد العربي للملاكمة في عام 1980. يقع المقر الرئيسي للاتحاد الفلسطيني للملاكمة في مدينة القدس، وله فروع في مناطق أخرى من الضفة الغربية وقطاع غزة، وله فروع أيضاً في عدد من دول الشتات، ويشغل محمد السلحوت في الوقت الحالي منصب رئيس الاتحاد.

## الأنشطة
يتولى الاتحاد الفلسطيني للملاكمة إدارة رياضة الملاكمة الفلسطينية وتمثيلها داخليًا وخارجيًّا، وتنظيم وإقامة البطولات والمنافسات المحلية لنشر وتشجيع اللعبة في الأراضي الفلسطينية، وإعداد البرامج التدريبية تطوير قدرات المدربين والحكام في فلسطين، وتقديم الدعم وتوفير ما يلزم من أجهزة ومدربين للفرق والأندية والمراكز المنتسبة له والتي تمارس رياضة الملاكمة في كل من الضفة الغربية وقطاع غزة.

## البطولات
ينظم الاتحاد الفلسطيني للملاكمة عدداً من الفعاليات والبطولات في اللعبة ويشرف على تنظيم البطولات التنشيطية التي تقيمها الأندية والمراكز المحلية المنتسبة للاتحاد، أهمها بطولة الشيخ جراح المجمعة للملاكمة (للناشئين والكبار).

## الأندية المنتسبة للاتحاد
ينتسب للاتحاد الفلسطيني للملاكمة الأندية التالية:
| اسم النادي                    | المدينة  |
| ----------------------------- | -------- |
| نادي القدس الرياضي            | القدس    |
| نادي الهلال المقدسي           | القدس    |
| نادي المعهد العربي (القدس)    | القدس    |
| نادي المعهد العربي (رام الله) | رام الله |
| نادي الشهداء                  |          |
| مركز شباب عسكر                |          |
| مركز شباب طولكرم              | طولكرم   |
| نادي الدرج الرياضي            |          |
| نادي التوجيه الوطني           |          |
| نادي الجمعية الإسلامية        |          |
| نادي شباب كلية التربية        |          |
| مركز خدمات رفح                | رفح      |
| مركز خدمات دير البلح          | غزة      |
| نادي غزة الرياضي              | غزة      |

## الرؤساء
يوضح الجدول التالي قائمة رؤساء الاتحاد الفلسطيني للملاكمة منذ تأسيسه وحتى الآن:
| الرئيس           | تاريخ تولي المنصب | تاريخ ترك المنصب |
| ---------------- | ----------------- | ---------------- |
| خليل يعقوب زاهدة |                   |                  |
| محمد السلحوت     |                   | حتى الآن         |